# Св. св. Константин и Елена (Нео Рисио)
Вижте пояснителната страница за други значения на Свети Георги.
„Св. св. Константин и Елена“ (на гръцки: Κωνσταντίνου και Ελένης) е възрожденска православна църква в село Нео Рисио (Пърнар чифлик), част от Касандрийската епархия на Вселенската патриаршия.
Според релефния надпис над главния вход църквата е построена в 1874 година. Представлява малка трикорабна базилика. В 1994 година църквата е обявена за паметник на културата.